# Литовське королівство (1918)
Литовське королівство (лит. Lietuvos Karalystė) — короткочасна конституційна монархія, створена наприкінці Першої світової війни, коли Литва була під німецькою окупацією. Держава існувала з лютого по листопад 1918 року до проголошення Республіки.

## Історія

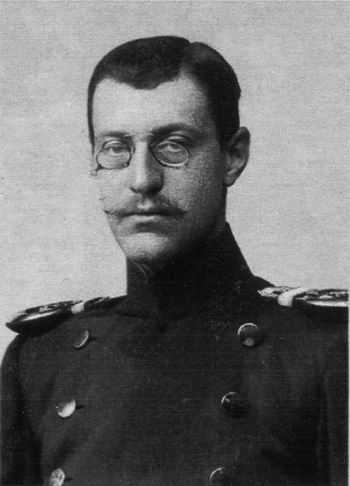
Міндовг ІІ

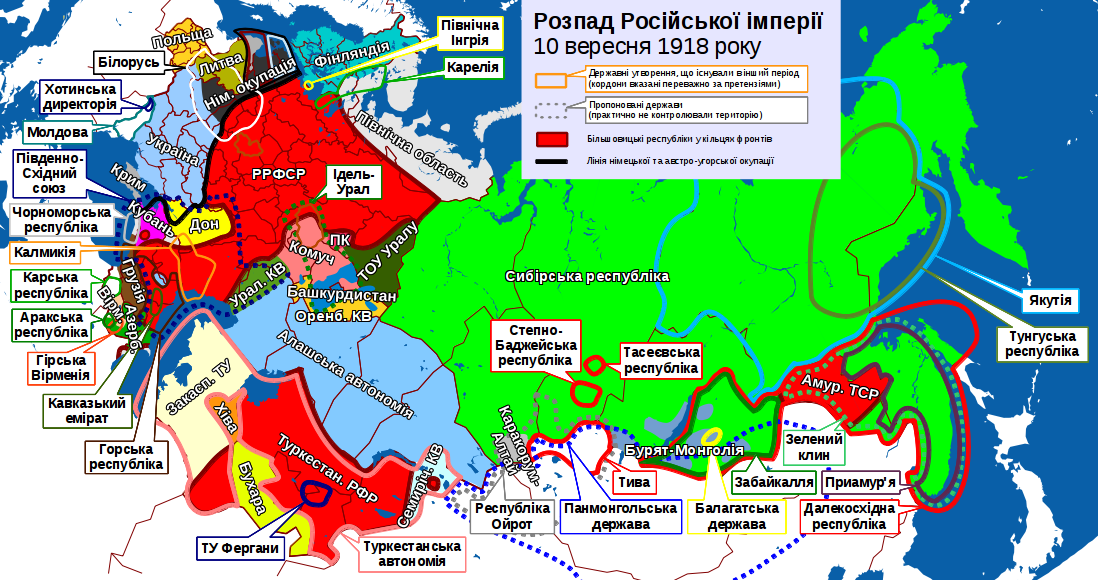
Литовське королівство на карті розпаду Російської імперії

18 вересня 1917 році німецький окупаційний уряд дозволили Литві скликати Вільнюську конференцію і обрати Раду (таріба) Литви, сподіваючись, що таким  чином литовський народ вирішив відірватися від Росії та встановити «тісніші відносини» з Німецькою імперією. Однак ці поступки не вплинули на Раду так як Німеччина не визнавала Литву самостійною державою. 3 березня 1918 р. Німеччина та більшовицька Росія підписали Берестейсько-Литовський Договір, в якому більшовицький уряд заявив, що балтійські країни знаходяться в зоні інтересу Німеччини, і Росія відмовляється від будь-яких претензій до них. 
Литовська Таріба оголосила про незалежність Литви 16 лютого 1918. 23 березня 1918 року Німеччина визнала незалежність Литви. Чотири місяці по тому, 4 липня 1918 року, Литовська Таріба запропонувала престол німецькому шляхетному герцогу Вільгельму Ураху, через це спірне рішення багато парламентарів залишили Тарібу на знак протесту. Одним з критеріїв відбору майбутніх монархів була умова — претендент мав бути католиком. Герцог Вільгельм прийняв пропозицію і переїхав з родиною у Вільнюс та почав вивчати литовську мову. 13 липня 1918 року він вступив на литовський трон та прийняв ім'я Міндовг II. 2 листопада 1918 року Парламент змінив Конституцію, замінивши форму правління на республіку, тим самим поклавши кінець короткому правлінню короля Міндовга ІІ.